# Kobalt
Kobalt je kemijski element atomskog (rednog) broja 27 i atomske mase 58,933195(5). U periodnom sustavu elemenata predstavlja ga simbol Co.
Kobalt je čeličnosive boje, vrlo tvrd, žilav, feromagnetičan i otrovan metal.

## Povijest
Godine 1735. švedski kemičar Georg Brandt otkrio je do tada nepoznati element i dao mu ime kobalt. Simbol "Co" je izveden od dva početna slova latinskog naziva za kobalt - Cobaltum.

## Svojstva
Kobalt se nalazi u mnogim rudama. Koristi se za legure koje trebaju biti magnetične, otporne na habanje i jako čvrste. Važan je sastojak u industriji boja, tinta i lakova.
Često je povezan s niklom. Sisavci zahtijevaju male količine kobaltove soli.
Izotop Co60 (umjetno proizveden radioaktivni izotop kobalta) važan je radioaktivni traser i upotrebljava se u medicinskoj radioterapiji pri liječenju tumora i oboljelih od karcinoma.
Kobalt ima relativni permeabilitet jednak dvije trećine permeabiliteta željeza. Metalni kobalt često predstavlja mješavinu dvije kristalografske strukture. Česta oksidacijska stanja su mu +2, +3, ali postoji i kobalt s oksidacijskim stanjem +1.